# Gruppo Sportivo Fascio Giovanni Grion 1942-1943
Questa voce raccoglie le informazioni riguardanti il Gruppo Sportivo Fascio Giovanni Grion nelle competizioni ufficiali della stagione 1942-1943.

## Divise
| Prima divisa |

## Rosa
| N. |                   | Ruolo | Calciatore                  |
| -- | ----------------- | ----- | --------------------------- |
|    | Italia (bandiera) | C     | Sergio Bassi                |
|    | Italia (bandiera) | A     | Lino Bazzanovich (Brazzano) |
|    | Italia (bandiera) | A     | Francesco Boccuni           |
|    | Italia (bandiera) | A     | Giovanni Buich (Bucci)      |
|    | Italia (bandiera) | D     | Angelo Canavesi             |
|    | Italia (bandiera) | P     | Carmassi                    |
|    | Italia (bandiera) | D     | Emilio Ferrari              |
|    | Italia (bandiera) | A     | Silvio Marini               |
|    | Italia (bandiera) | P     | Roberto Parola              |
|    | Italia (bandiera) | A     | Guido Peggion               |

| N. |                   | Ruolo | Calciatore           |
| -- | ----------------- | ----- | -------------------- |
|    | Italia (bandiera) | A     | Ermanno Poggipollini |
|    | Italia (bandiera) | P     | Mario Raunich        |
|    | Italia (bandiera) | D     | Giacinto Recalcati   |
|    | Italia (bandiera) | A     | Rigonat              |
|    | Italia (bandiera) | A     | Antonio Rubini       |
|    | Italia (bandiera) | D     | Carlo Selmo          |
|    | Italia (bandiera) | C     | Gabriele Supertino   |
|    | Italia (bandiera) | A     | Silvano Trevisani    |
|    | Italia (bandiera) | A     | Claudio Zino         |

Squadra riserve:

Rocchi (Doria); Petressi (Biasibetti), Franceschini; Golia (Catto e Bulian), Bonassin (Chiurco), Pilato; Luigi Zelaschi (I), Mario Zelaschi (II) (Silvio Chiraz), Mineo, Zanier (Ninchi), Vano.
Fra parentesi il cognome italianizzato imposto al giocatore e riportato dalla stampa sportiva nazionale e locale.

## Risultati

### Serie C

#### Girone A

##### Girone di andata
| Pola 4 ottobre 1942 1ª giornata | Grion Pola | 4 – 1 referto | Pieris |  |

| Fiume 11 ottobre 1942 2ª giornata | Magazzini Generali | 1 – 2 referto | Grion Pola |  |

| Pola 18 ottobre 1942 3ª giornata | Grion Pola | 3 – 0 referto | Vittorio Veneto |  |

| Gorizia 25 ottobre 1942 4ª giornata | Pro Gorizia | 1 – 0 referto | Grion Pola |  |

| Pola 1 novembre 1942 5ª giornata | Grion Pola | 1 – 1 referto | 94º Reparto Distrettuale |  |

| Trieste 8 novembre 1942 6ª giornata | Ponziana | 3 – 4 referto | Grion Pola |  |

| Pola 15 novembre 1942 7ª giornata | Grion Pola | 1 – 0 referto | CRDA Monfalcone |  |

| Fiume 22 novembre 1942 8ª giornata | Fiumana | 1 – 1 referto | Grion Pola |  |

| Pola 29 novembre 1942 9ª giornata | Grion Pola | 0 – 4 referto | Treviso |  |

| Mogliano 6 dicembre 1942 10ª giornata | Mogliano | 0 – 8 referto | Grion Pola |  |

| Pola 13 dicembre 1942 11ª giornata | Grion Pola | 1 – 1 referto | Ampelea |  |

##### Girone di ritorno
| San Canzian d'Isonzo 3 gennaio 1943 12ª giornata | Pieris | 1 – 3 | Grion Pola |  |

| Pola 10 gennaio 1943 13ª giornata | Grion Pola | 2 – 0 referto | Magazzini Generali |  |

| Vittorio Veneto 17 gennaio 1943 14ª giornata | Vittorio Veneto | 0 – 0 referto | Grion Pola |  |

| Pola 24 gennaio 1943 15ª giornata | Grion Pola | 1 – 0 | Pro Gorizia |  |

| Trieste 31 gennaio 1943 16ª giornata | 94º Reparto Distrettuale | 2 – 0 | Grion Pola |  |

| Pola 7 febbraio 1943 17ª giornata | Grion Pola | 1 – 0 referto | Ponziana |  |

| Monfalcone 14 febbraio 1943 18ª giornata | CRDA Monfalcone | 1 – 0 referto | Grion Pola |  |

| Pola 21 febbraio 1943 19ª giornata | Grion Pola | 1 – 2 | Fiumana |  |

| Treviso 28 febbraio 1943 20ª giornata | Treviso | 5 – 1 referto | Grion Pola |  |

| Pola 7 marzo 1943 21ª giornata | Grion Pola | 5 – 0 referto | Mogliano |  |

| Isola d'Istria 14 marzo 1943 22ª giornata | Ampelea | 0 – 1 referto | Grion Pola |  |

### Coppa Aldo Fiorini
| Isola d'Istria 9 maggio 1943 Primo turno - andata | Ampelea | 3 – 1 referto | Grion Pola |  |

| Pola 16 maggio 1943 Primo turno - ritorno | Grion Pola | 3 – 0 | Ampelea |  |

| Pola 23 maggio 1943 Secondo turno - andata | Grion Pola | 0 – 0 | 94º Reparto Distrettuale |  |

| Trieste 30 maggio 1943 Secondo turno - ritorno | 94º Reparto Distrettuale | 2 – 0 referto | Grion Pola |  |